# Edições Novembro
A Edições Novembro - E.P., conhecida também por sua marca É!, é uma empresa pública de administração indireta angolana especializada nos serviços de editora de periódicos de notícias, sendo a maior do ramo no país. Sua sede fica na rua Rainha Ana de Sousa Ginga, em Luanda.
Seu principal veículo de comunicação impresso é o Jornal de Angola.

## Histórico
A Edições Novembro descende da antiga "Empresa Gráfica de Angola-SARL" (EGA), que foi fundada em 10 de julho de 1923 como sociedade por quotas. Em 1924 passou a ser uma sociedade anónima, com suas ações subscritas por Adolfo Pina, pelo então Banco Nacional Ultramarino (atual Banco Nacional de Angola), pela Companhia do Amboim, a Companhia Agrícola do Cazengo e os comerciantes Agostinho Borges da Cunha, José Antunes Farinha Leitão e Manuel do Nascimento Pires.
A EGA lança, em 16 de agosto de 1923, o jornal "A Província de Angola" (atual Jornal de Angola), com periodicidade semanal, sendo efetivamente o primeiro periódico de jornalismo profissional angolano; inicialmente o jornal era impresso na Tipografia Mondego, passando, a partir de 5 de junho de 1924, a ser produzido nas recém inauguradas oficinas e edifícios da EGA, que até a atualidade servem como sede das Edições Novembro.
Após a independência de Angola a empresa continuou a funcionar precariamente até a sua nacionalização pelo Estado angolano, pela lei nº 51/76, de 26 de junho de 1976, tornando-se finalmente Edições Novembro - E.P.. Seu nome é uma homenagem à campanha de Luanda (ou Campanhas de Novembro), definidoras da independência angolana.

## Publicações
A Edições Novembro publica o primeiro e único jornal diário em Angola, o Jornal de Angola, que é também o de maior tiragem e popularidade no país. Além deste, é responsável também pelos periódicos semanais Jornal dos Desportos, Jornal de Economia & Finanças, Jornal Metropolitano de Luanda e o Cultura – Jornal Angolano de Artes e Letras; pelos quizenais Jornal Planalto, Jornal Angoleme, Jornal Cinguvu, Jornal Nkanda e Jornal O Litoral, e; pelo mensal Jornal Ventos do Sul.